# Morivione
Morivione (lombardisch Morivion) ist ein Stadtteil der norditalienischen Großstadt Mailand im Süden der Stadt und gehört zum 5. Stadtbezirk. Früher war es ein ländlicher Vorort, der zu den Corpi Santi von Mailand gehörte und 1873 in die Stadt Mailand eingemeindet wurde.
Bis in die 1950er Jahre feierten die Mailänder in diesem Viertel den Tag des Heiligen Georg
mit der „panerada“ indem sie traditionell frische Milch, „panera“ (d. h. Sahne), tranken und pan meino (süßes Hirsebrot, im Dialekt pan de mej) aßen.

## Geschichte
Der alte Ort Morivione entwickelte sich um den gleichnamigen Gutshof und die dazugehörige Kapelle an der heutigen Via Corrado il Salico Nr. 5, an der Kreuzung mit der Via Verro. Der Überlieferung nach wurde hier im Jahr 1339 der gefürchtete Vione, ein blutrünstiger Mann an der Spitze einer Räuberbande, von den Lanzenreitern des Herzogs von Mailand (wahrscheinlich Azzo Visconti) getötet. An der Stelle, an der er starb, soll ein Stein mit der Inschrift „Qui morì Vione“ (Hier starb Vione) errichtet worden sein, von dem sich später der Name des Ortes ableiten sollte.

## Infrastruktur und Verkehr
Der Stadtteil Morivione wird im Norden von der äußeren Umgehungsstraße (der 90/91) begrenzt und von Norden nach Süden von der Achse Via Bazzi–Via Ferrari durchquert, dem ersten Abschnitt der Provinzstraße 412 des Val Tidone, die Mailand mit dem Passo del Penice verbindet (offiziell beginnt der Name der Provinzstraße in der Nähe der Grenze zur Gemeinde Opera).
Mehrere Buslinien, Oberleitungsbusse und eine Straßenbahn (insbesondere die Metrotramvia Sud), die von der ATM betrieben wird, verbinden Morivione mit den benachbarten Stadtteilen und dem Zentrum von Mailand.
Der städtische Plan für nachhaltige Mobilität (PUMS) der Stadt Mailand aus dem Jahr 2015 sah den Bau neuer Bahnhöfe entlang des Eisenbahnrings vor, darunter den Bahnhof Tibaldi, der im Dezember 2022 in Betrieb genommen wurde.